# Fondation d'entreprise Louis-Vuitton
Fondation d'entreprise Louis-Vuitton, început în 2006, este un muzeu de artă și un centru cultural sponsorizat de grupul LVMH și subsidiarele sale. Este condusă ca o entitate non-profit separată din punct de vedere juridic, ca parte a promovării artei și culturii de către LVMH.
Muzeul de artă a fost deschis în octombrie 2014. Clădirea a fost proiectată de arhitectul Frank Gehry și este situată lângă Jardin d'Acclimatation din Bois de Boulogne din arondismentul 16 din Paris. Peste 1.400.000 de oameni au vizitat Fondation Louis-Vuitton în 2017.